# أدولف كاينز
أدولف كاينز (بالألمانية: Adolf Kainz)‏ هو راكب الكنو نمساوي، ولد في 5 يونيو 1903 في لينتس في النمسا، وتوفي في 12 يوليو 1948.

## وصلات خارجية
- أدولف كاينز على موقع اللجنة الأولمبية الدولية (الإنجليزية)
- أدولف كاينز على موقع أوليمبيديا (الإنجليزية)